# П'єтрафітта
П'єтрафітта (італ. Pietrafitta, сиц. Petrafitta) — муніципалітет в Італії, у регіоні Калабрія, провінція Козенца.
П'єтрафітта розташована на відстані близько 440 км на південний схід від Риму, 50 км на північний захід від Катандзаро, 10 км на південний схід від Козенци.
Населення — 1331 особа (2014).
Щорічний фестиваль відбувається 6 грудня. Покровитель — святий Миколай (San Nicola di Bari).

## Демографія
Населення за роками:

Станом на 1 січня 2023 року в муніципалітеті офіційно проживало 9 іноземців з 4 країн, серед них 5 громадян країн Євросоюзу та 2 громадяни України.

## Сусідні муніципалітети
- Априльяно
- Козенца
- Педаче